# Darraðarljóð
Darraðarljóð es una poesía escáldica en nórdico antiguo que fue preservada en la saga de Njál, en el capítulo 156, titulado "La batalla de Brian".
El texto está asociado con la sangrienta Batalla de Clontarf del año 1014, que enfrentó al rey irlandés Brian Boru con el rey de Leinster, Máel Mórda mac Murchada y el rey nórdico de Dublín, Sigtrygg Silkiskegg, quien mandaba un ejército compuesto por mercenarios vikingos de Dublín, Mann y las Órcadas. Los dos primeros reyes murieron en combate.
En la obra las valquirias aparecen como profetisas o völvas augurando el destino que correrá cada hombre en la batalla del día siguiente y a su vez como nornas, decidiendo la suerte que correrán  los guerreros en la contienda.